# Andriej Rublow
Andriej Rublow, ros. Андрей Рублёв (ur. ok. 1360, zm. prawdopodobnie 29 stycznia 1430) – ruski mnich, święty Rosyjskiego Kościoła Prawosławnego, artysta malarz. Tworzył ikony, freski, miniatury oraz ilustracje do manuskryptów. Jego twórczość wywarła znaczny wpływ na malarstwo ikoniczne i była naśladowana przez innych artystów, jest uważany za najwybitniejszego przedstawiciela moskiewskiej szkoły pisania ikon. Podczas Soboru Stu Rozdziałów, zwołanego w Moskwie w 1551 roku, ikonografom zalecono wzorowanie się na stylu Rublowa. Część prac artysty nie zachowała się, większość znajduje się w zbiorach Galerii Tretiakowskiej w Moskwie.

## Życiorys

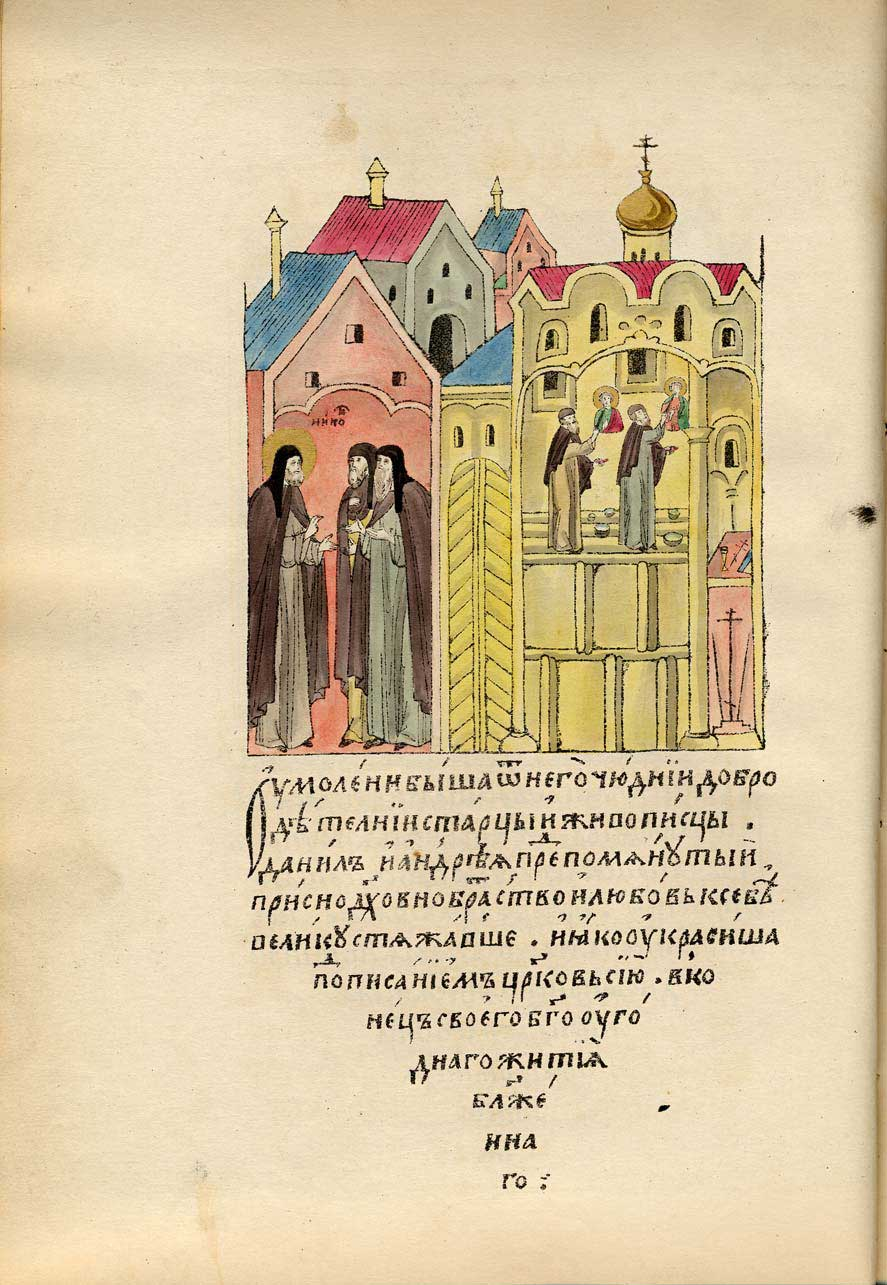
Miniatura z dzieła „Żywota świętego Sergiusza z Radoneża” (1592 rok), przedstawia Rublowa i Daniela Czarnego przy soborze w Ławrze.

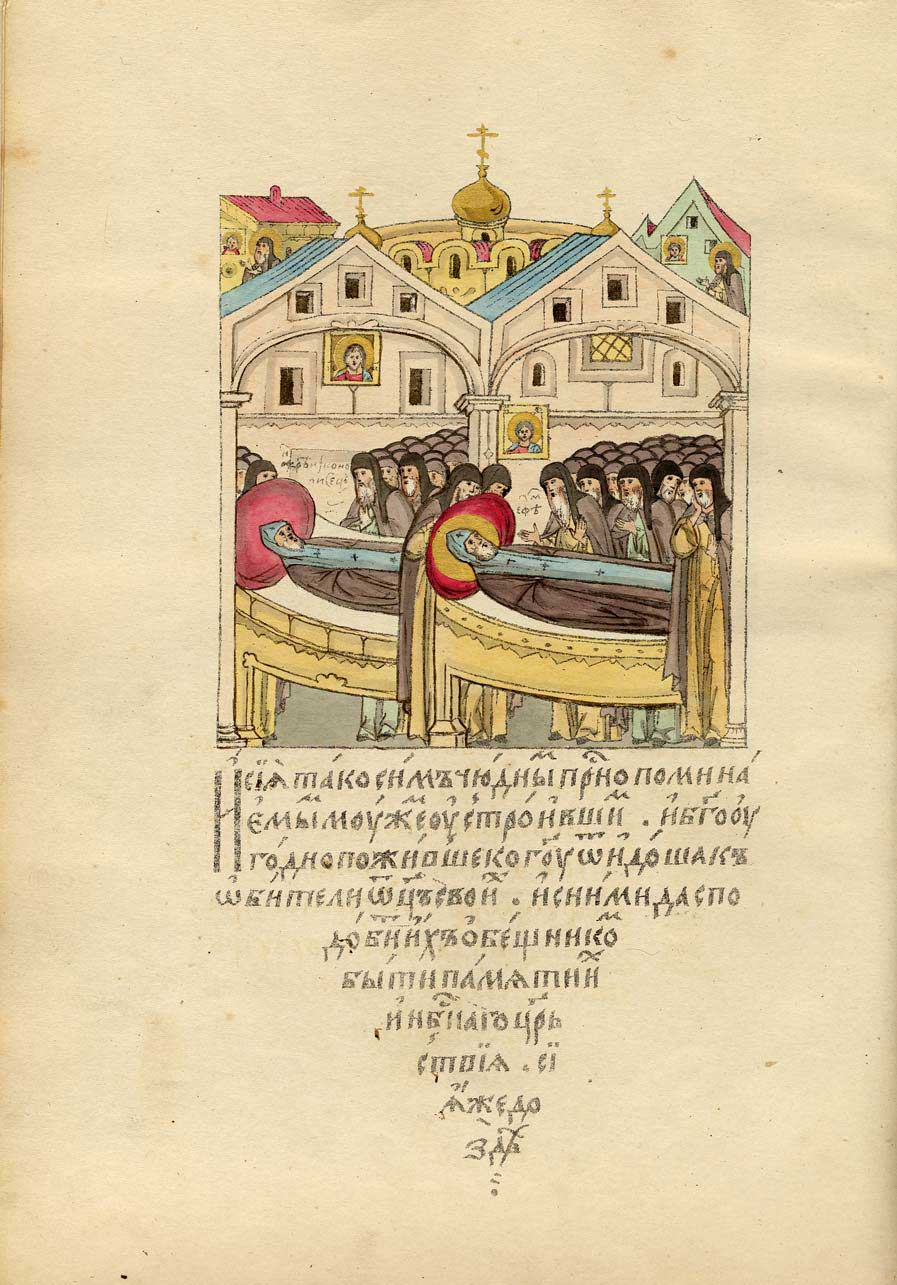
Śmierć Andrieja Rublowa. Miniatura z 1592 roku.

### Lata młodzieńcze
Urodził się w środkowej części obecnej Rosji w ziemi rostowsko-suzdalskiej (obecnie tzw. Podmoskowie) między 1360 a 1370 rokiem. Dokładna data jego urodzin nie jest znana, tak samo jak miejsce jego urodzin oraz środowisko, z którego się wywodził. Istnieją źródła, wedle których urodził się w miasteczku Siergijew Posad (ros. Сергиев Посад) niedaleko od Moskwy, w którym obecnie znajduje się ulica Rublowa, upamiętniająca artystę. Zazwyczaj jako rok jego urodzin podawany jest 1360 lub 1365. 
Przydomek „Rublow” mógł pochodzić od staroruskiego słowa oznaczającego narzędzie używane do garbowania skóry, co wskazywałoby na pochodzenie artysty z rodziny rzemieślniczej.  
Prawdopodobnie śluby zakonne złożył w Ławrze Troicko-Siergijewskiej w młodym wieku. Tam też przyjął zakonne imię Andrzej. Data powyższych wydarzeń nie jest znana. Pierwsze źródło pisane dotyczące Rublowa pochodzi z 1405 roku i odnosi się do jego prac w Soborze Zwiastowania na Kremlu. 

### Twórczość
Był uczniem św. Sergiusza z Radoneża i Teofana Greka. Brak źródeł pisanych powoduje, że chronologia jego prac ustalana jest przez ich analizę stylistyczną.  
Pod koniec XIV wieku ilustrował miniaturami „Ewangeliarz Chitrowa”. Za pierwsze dzieło Rublowa uznaje się freski w soborze Zaśnięcia Matki Bożej na Gorodku w Zwieniogorodzie (ok. 1400 rok), zachowane do dziś w niewielkich fragmentach. 
Wraz ze swoimi mistrzami, Teofanem Grekiem i Prochorem z Gorodca, dekorował Sobór Zwiastowania na Kremlu w 1405 roku. W 1408 razem z mnichem Danielem Czarnym wykonał freski do soboru Zaśnięcia Matki Bożej we Włodzimierzu nad Klaźmą. Z tych prac zachowają się fragmenty z zachodniej części cerkwi oraz dwa rzędy ikon z ikonostasu. W latach 1410–1420 ponownie pracował w Zwienigorodzie. Zachowały się trzy ikony z rzędu Deesis i freski soboru Narodzenia Matki Boskiej klasztoru Sawino-Starożewskiego, ocalałe we fragmentach.
Na początku lat dwudziestych XV wieku mnisi Daniel Czarny i Andriej Rublow z uczniami zostali zaproszeni do malowania fresków w odbudowanym kamiennym soborze Św. Trójcy w Ławrze. Malowidła nie zachowały się, lecz przetrwał do naszych czasów ikonostas, najstarszy zachowany zabytek tego typu. Po zakończeniu prac Rublow wyjechał do Monasteru Spaso-Andronikowskiego w Moskwie, gdzie namalował freski w soborze Obrazu Zbawiciela Nie Ludzką Ręką Uczynionego, z których pozostały tylko niewielkie fragmenty. Niektóre źródła podają, że był on również współtwórcą architektury świątyni.
Zmarł około 1430 roku (prawdopodobnie 29 stycznia 1430 roku) i został pochowany w monasterze Spaso-Andronikowskim w Moskwie. 

### Kwestie nieustalone
Z uwagi na skąpy materiał źródłowy niektóre kwestie dotyczące życia i twórczości artysty pozostały nieustalone. Rublow nie podpisywał się pod swoimi dziełami, co sprawiło, że autorstwo niektórych jest sporne.  
Istnieje (niepotwierdzona) hipoteza, wedle której w Soborze Zwiastowania w Moskwie artysta sporządził autoportret na jednym z fresków i nadał obliczu Judasza Iskarioty swoje rysy twarzy. Pierwsze miniatury przedstawiające Rublowa pochodzą z dzieła „Żywot świętego Sergiusza z Radoneża” z 1592 roku. Zostały sporządzone wiele lat po śmierci artysty i przedstawiają go jako mnicha z rozłożystą brodą. 
Przez niektórych badaczy Andriej Rublow był identyfikowany z malarzem ruskim Andrzejem, znanym jako jeden z trzech twórców polichromii zamkowego kościoła św. Trójcy w Lublinie. 

### Kanonizacja
Rosyjska Cerkiew Prawosławna kanonizowała go w 1988 z okazji obchodów Tysiąclecia Chrztu Rusi. Czczony i znany jest głównie w słowiańskim obszarze kulturowym. Św. Andriej Rublow jest jednym z największych orędowników przed Bogiem podczas nauki pisania ikon. Święty przedstawiany jest w mniszym habicie, zazwyczaj bez nakrycia głowy. Ma niedługą jasną brodę i łysinę czołową. W rękach trzyma największe swoje dzieło – ikonę „Trójcy Świętej”, która też pełni funkcję jego atrybutu. Na rozwój jego legendy miały wpływ także jego przymioty charakteru. Rublow ponoć słynął z pobożności, pokory, łagodności i mądrości.
Rosyjska Cerkiew Prawosławna obchodzi Dzień Pamięci Rublowa 17 lipca (4 lipca wedle starego kalendarza).

## Dzieła

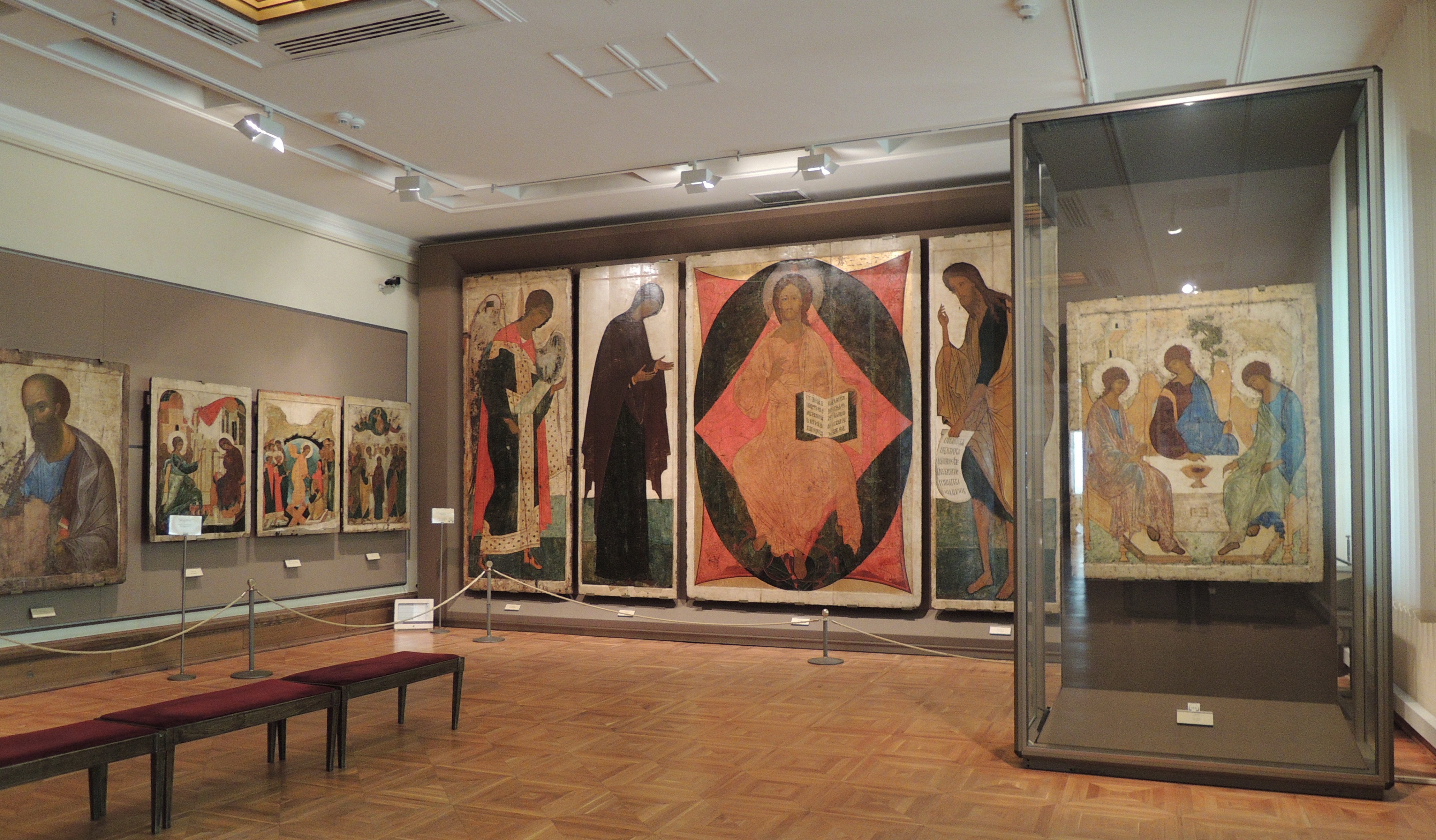
Galeria Tretiakowska w Moskwie. Sala ze zbiorami dzieł Rublowa.

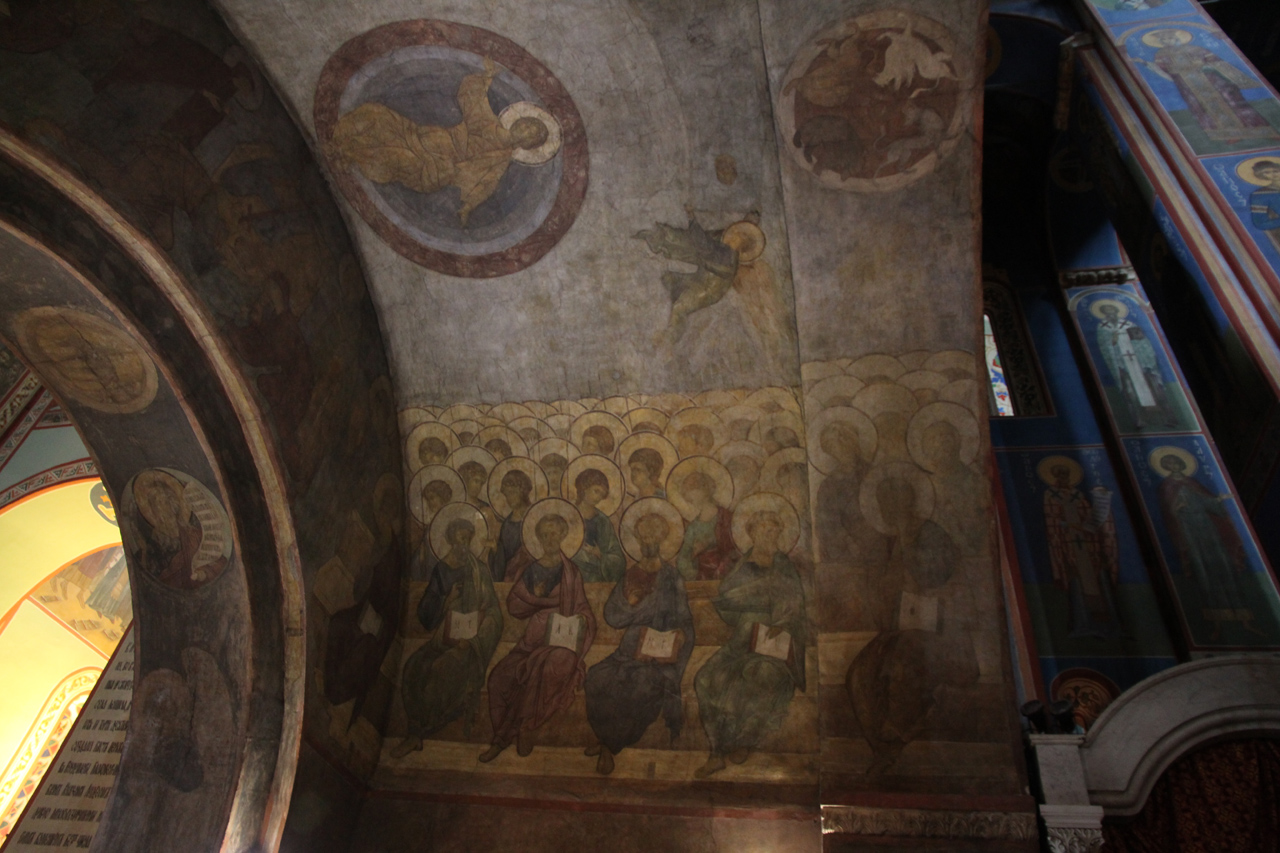
Freski w soborze Zaśnięcia Matki Bożej we Włodzimierzu.

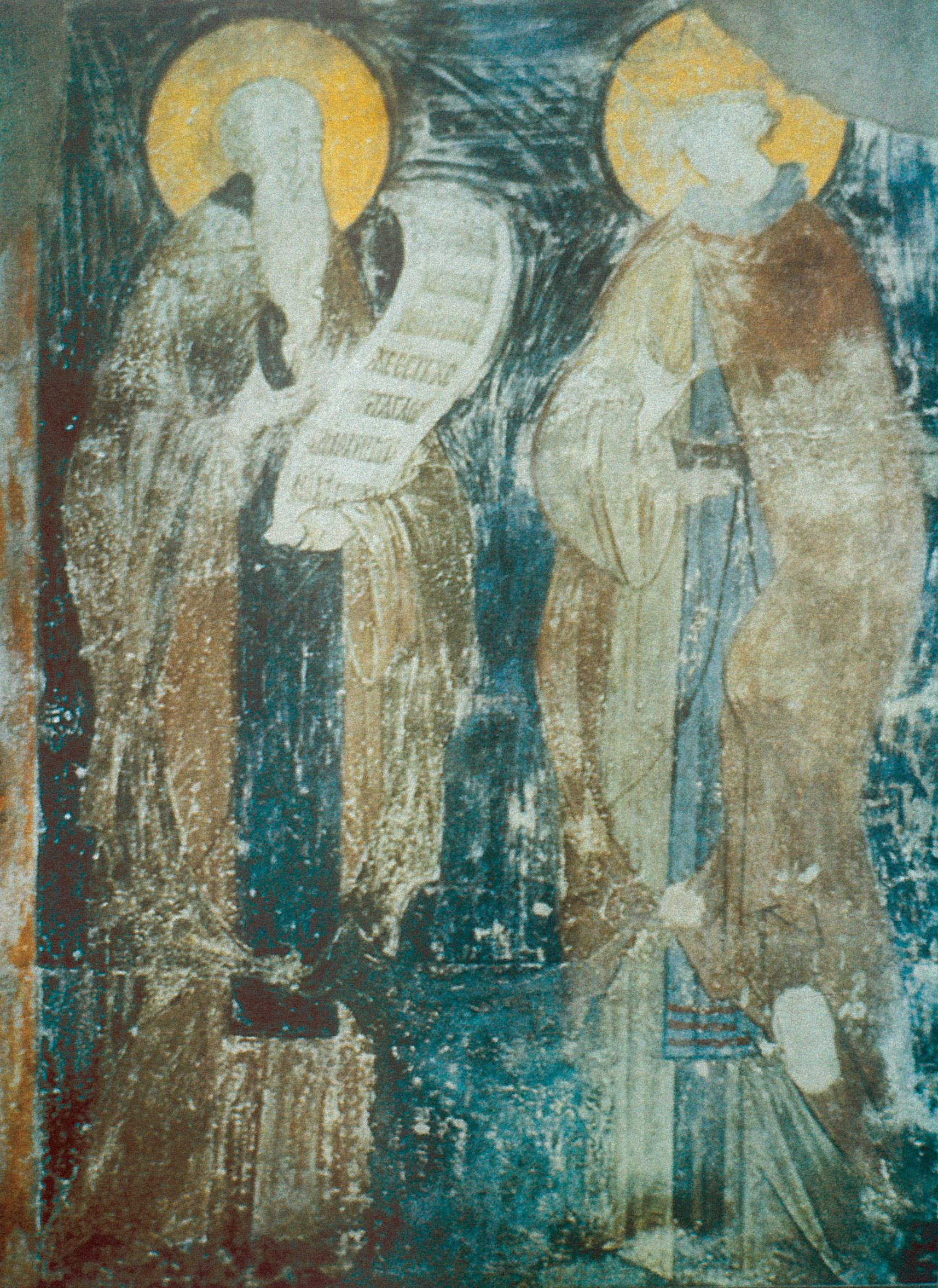
Freski w Zwieniogorodzie.

### Wykaz
Wybrane dzieła Rublowa:
Ikony i obrazy (większość znajduje się w zbiorach Galerii Tretiakowskiej w Moskwie):
- Przemienienie – pocz. XV wieku;
- Matka Boska Włodzimierska – ok. 1408;
- Chrystus Pantokrator zw. również „Chrystus Zbawiciel” – ok. 1410;
- Trójca Święta – ok. 1410 lub lata 1425–1427;
- Zwiastowanie – data powstania nieznana;
- Narodzenie Chrystusa – 1405;
- Michał Archanioł – 1408;
- Apostoł Paweł, zw. również Święty Paweł z Tarsu – 1410.

Freski:
- Sobór Zaśnięcia Matki Bożej na Gorodku w Zwieniogorodzie;
- Sobór Zaśnięcia Matki Bożej we Włodzimierzu.

Inne dzieła:
- Ewangeliarz Chitrowa – przełom XIV i XV w., do którego Rublow tworzył miniatury;
- Sąd Ostateczny – 1408, fresk.

Niezachowane freski:
- Sobór Zwiastowania w Moskwie – część fresków uległa zniszczeniu podczas przebudowy soboru w 1416;
- Freski w katedrze Trójcy Świętej w Siergijew Posad – około 1635 freski zostały zamalowane.

Dzieła sporne, których autorstwo jest przypisywane artyście:
- miniatury Ewangeliarza Chitrowo i Ewangeliarza monastyru Andronikowskiego;
- ikony soboru Zaśnięcia Bogurodzicy we Włodzimierzu;
- malowidła ścienne w soborze Zaśnięcia Bogurodzicy w Zwienigorodzie;
- ikona Jana Chrzciciela, powstała w połowie XV wieku, obecnie znajdująca się w zbiorach Centralnego Muzeum Kultury i Sztuki Staroruskiej w Moskwie.

### UNESCO
Na Liście Światowego Dziedzictwa UNESCO figurują:
- Sobór we Włodzimierzu, w którym zachowały się freski Rublowa[21];
- Zespół architektoniczny Ławry Troicko-Siergjejewskiej wraz z soborem Świętej Trójcy[22].

## Wpływ na innych malarzy
W odróżnieniu od innych malarzy ikon Rublow wprowadził do swoich dzieł elementy charakterystyczne dla sztuki bizantyjskiej. Nawiązywał do idei hezychazmu, wywodzącej się z bizantyjskiego nurtu mistycznego. W tradycyjnym stylu bizantyjskim została namalowana między innymi ikona „Trójca Święta”. Twarze postaci przedstawianych w działach Rublowa mają podobne rysy (zgodne z ówczesnym kanonem): zaokrąglona linia brwi, ściągnięte usta, małe uszy, wąskie nosy i oczy. 
Styl Rublowa pierwotnie był kopiowany przez jego uczniów. Podczas Soboru Stu Rozdziałów uznano go za wzorcowy i tym samym doczekał się wielu naśladowców. Samego Rublowa zaczęto nazywać najwybitniejszym malarzem ruskim z przełomu XIV i XV wieku, którego twórczość przez kolejne sto lat wyznaczała ogólnie przyjęte normy. 

## Rublow w kulturze
- Reżyser Andriej Tarkowski zrealizował film Andriej Rublow inspirowany życiem artysty[24][25]. Film otrzymał nagrodę na festiwalu w Cannes w roku 1969. W roli głównej wystąpił Anatolij Sołonicyn.
- Na podstawie filmu Tarkowskiego[26] Jacek Kaczmarski napisał piosenkę pt. Rublow[27].
- Rzeźba przedstawiająca Andrieja Rublowa znajduje się na frontonie Biblioteki Państwowej w Omsku[28].
- W 2014 roku ukazała się powieść historyczna „Andriej Rublow, mnich” autorstwa Natalii Irteniny.
- W 2017 roku Astrachański Państwowy Teatr Opery i Baletu skomponował balet „Rublow”, zainspirowany życiem i twórczością malarza[29][30].

## Upamiętnienie artysty
- W wielu miastach Federacji Rosyjskiej znajdują się place i ulice Rublowa.
- Wizerunek artysty figurował na znaczkach pocztowych oraz okolicznościowych monetach.
- 21 września 1960 roku Centralne Muzeum Kultury i Sztuki Staroruskiej w Moskwie mianowano nazwiskiem Rublowa (ros. Центральный музей древнерусской культуры и искусства имени Андрея Рублёва)[31].
- Jeden z kraterów Merkurego został nazwany „Rublow” na cześć artysty[5][32].
- Nazwiskiem Rublowa nazwano Airbus A320, wchodzący w skład maszyn Aerofłotu[33].

## Galeria

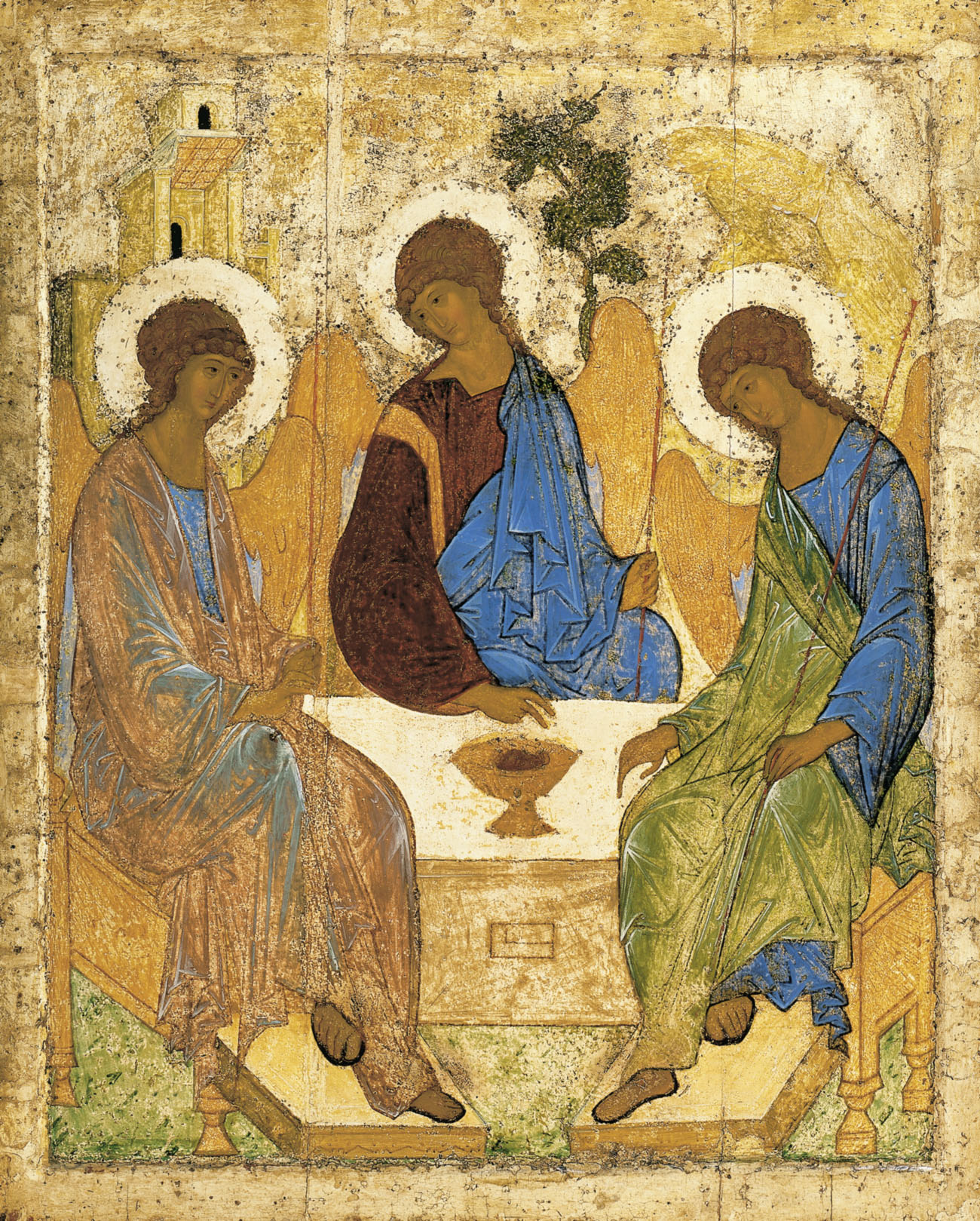
Trójca Święta
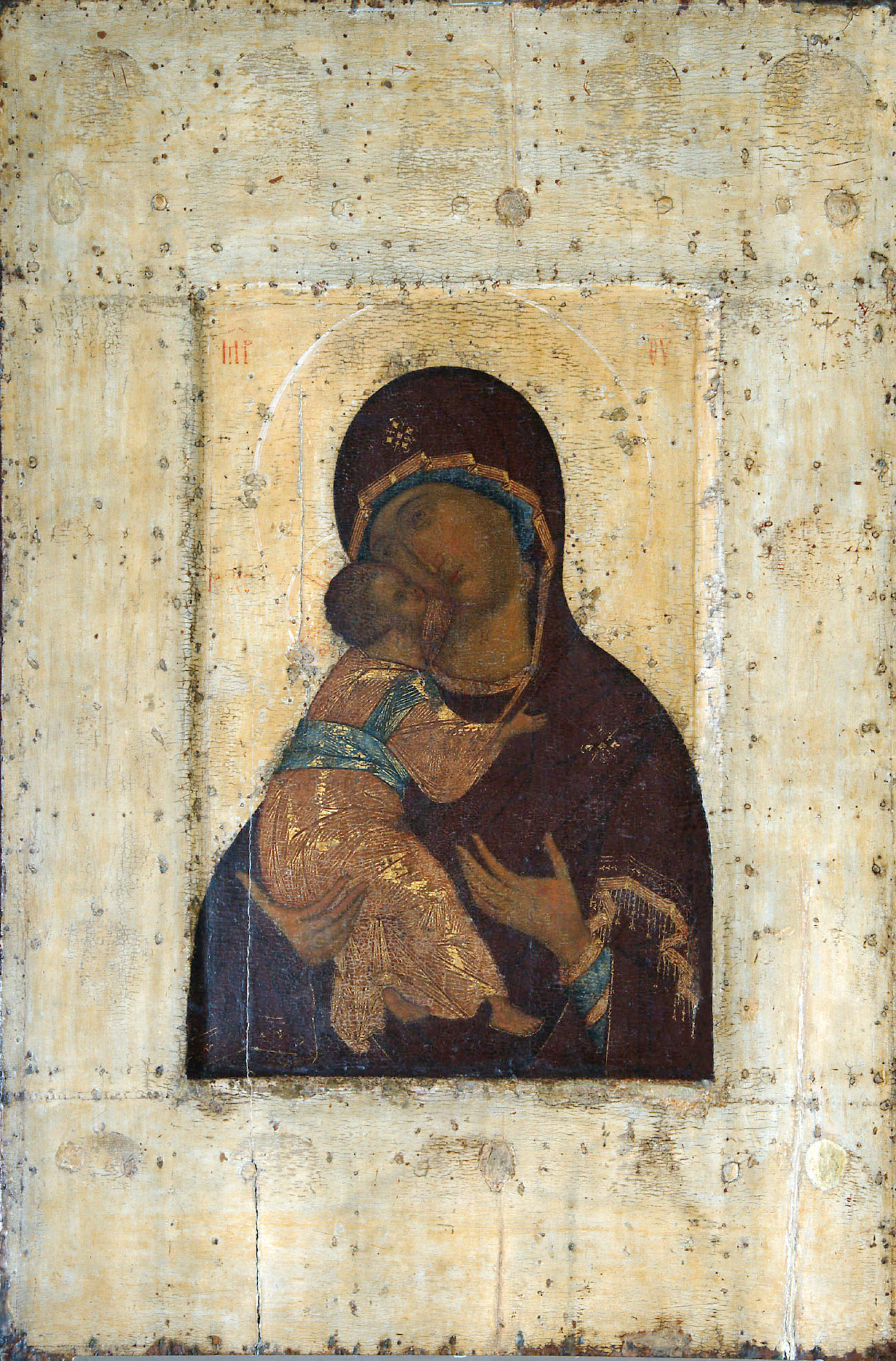
Matka Boska Włodzimierska
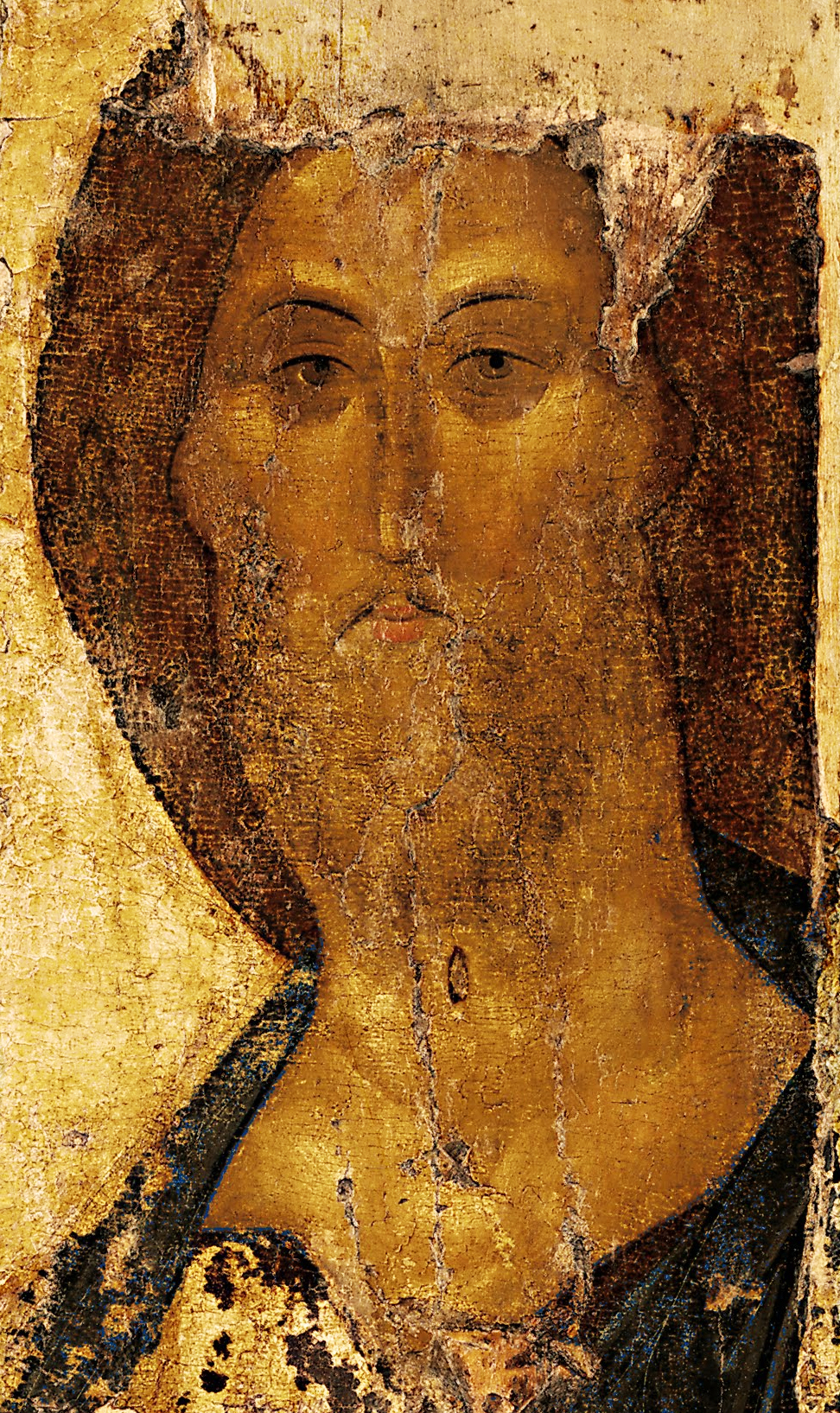
Chrystus Zbawiciel (Spas Zwienigrodzkij)
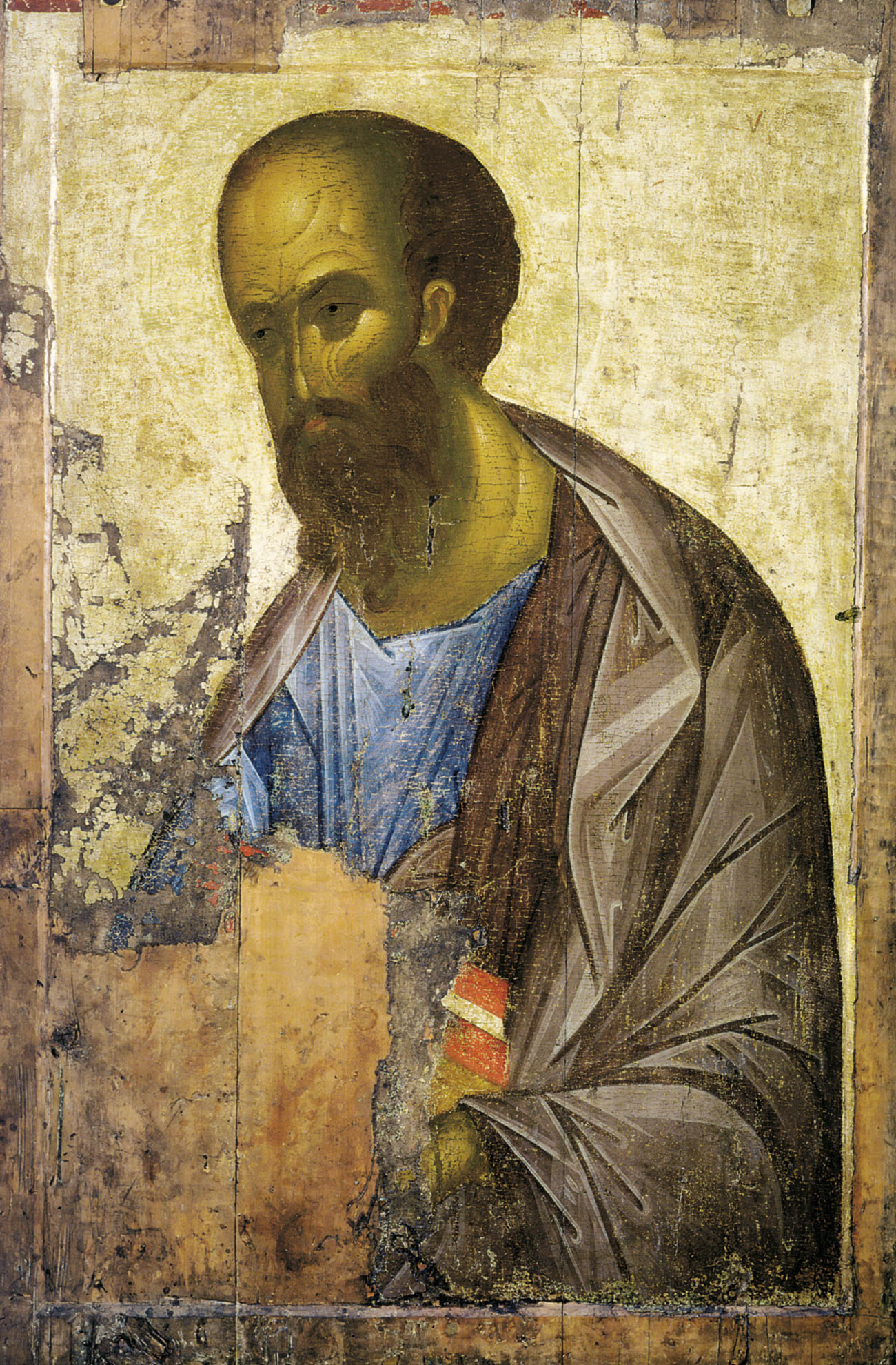
Święty Paweł z Tarsu